# Lista uzbrojenia używanego podczas wojny koreańskiej
Lista uzbrojenia używanego podczas wojny koreańskiej w latach 1950–1953.

## Uzbrojenie Korei Południowej, Stanów Zjednoczonych i ONZ

### Broń indywidualna

#### Pistolety i rewolwery
- Colt M1911
- Rewolwer M1917
- Rewolwer S&W Model 10
- Rewolwer Colt New Service
- Pistolet Browning HP
- Rewolwer Enfield No.II Mk.I**
- Rewolwer Webley No.IV

#### Karabiny piechoty
- Karabin Springfield M1903A3
- Karabin Springfield M1903A4
- Karabin M1917 Enfield
- Karabin M1 Garand
- Karabin M1C/D Garand
- Karabinek M1
- Karabinek M2
- Karabinek M3
- Karabin Lee–Enfield No.1 Mk.III*
- Karabin Lee–Enfield No.4 Mk.I
- Karabin Lee–Enfield No.4 Mk.I(T)

#### Strzelby
- Strzelba Winchester Model 1897
- Strzelba Browning A-5
- Strzelba Ithaca 37
- Strzelba Winchester Model 1912
- Strzelba Stevens M520-30
- Strzelba Stevens M620

#### Pistolety maszynowe
- Pistolet maszynowy M3
- Pistolet maszynowy Thompson M1928A1
- Pistolet maszynowy Thompson M1A1
- Pistolet maszynowy PPS (broń zdobycza)
- Pistolet maszynowy PPSz (broń zdobycza)
- Pistolet maszynowy Owen
- Pistolet maszynowy Sten Mk.II
- Pistolet maszynowy Sten Mk.V
- Pistolet maszynowy Madsen Model 1950

#### Karabiny maszynowe
- Karabin maszynowy Browning M1918
- Karabin maszynowy Browning M1917
- Karabin maszynowy Browning M1919A4
- Karabin maszynowy Browning M1919A6
- Karabin maszynowy Browning M2
- Karabin maszynowy Typ 96 (broń zdobycza)
- Karabin maszynowy Bren
- Karabin maszynowy Vickers
- Karabin maszynowy Browning M2HB
- Karabin maszynowy Browning M1919
- Karabin maszynowy Lewis

#### Granaty i granatniki
- Granat M62
- Granat MK 2
- Granat Mk.I
- Granatnik M7A1
- Granatnik M8
- Granatnik M1A2
- Granatnik M9/A1 HEAT
- Granatnik M17A1
- Granatnik M18A1
- Granatnik M28 (kopia ENERGI)
- Bomba Millsa
- Granatnik PIAT

#### Wyrzutnie rakiet, działa bezodrzutowe i miotacze ognia
- Wyrzutnia rakiet M9A1 2.36" Bazooka
- Wyrzutnia rakiet M20 3.5" Super Bazooka
- Działo bezodrzutowe M18 (57 mm)
- Działo bezodrzutowe M20 (75 mm)
- Wyrzutnia rakiet M25
- Miotacz ognia M2

#### Moździerze
- 81 mm moździerz M1
- 60 mm moździerz M2
- 4.2 inch moździerz M2
- 60 mm moździerz M19
- 107 mm moździerz M30
- Moździerz Ordnance SBML 2 in
- Moździerz Ordnance ML 3 in
- Moździerz Ordnance ML 4.2 inch

### Artyleria
- M2 90mm Gun
- 105 mm haubica M101
- 155 mm haubica M114
- 155 mm działo polowe M59
- 203 mm haubica M115
- 240 mm haubica M1
- Haubicoarmata 25-funtowa
- Armata 5,5-calowa
- Armata 17-funtowa

### Czołgi
- Średni czołg M4A3 Sherman
- Średni czołg M4A3E8 Sherman
- Lekki czołg M24 Chaffee
- Lekki czołg M41 Walker Bulldog
- Ciężki czołg M26 Pershing
- M46 Patton
- M18 Hellcat
- Niszczyciel czołgów M36 Jackson
- Mk VIII Cromwell
- Centurion (A41)
- Mk IV Churchill
- Comet (A34) Cruiser Tank
- M10 Achilles

### Pojazdy kołowe
- M7 Priest
- M37 Priest
- M40 GMC
- M43 HMC
- M41 HMC
- M19 GMC
- M8 Greyhound
- M29 Weasel
- Willys MB
- M3 Half-track
- Universal Carrier
- AEC Armoured Car
- Daimler Armoured Car
- Daimler Dingo

### Lotnictwo
- Douglas A-1 Skyraider
- Douglas A-4 Skyraider
- Douglas A-4W Skyraider
- Grumman AF-2W Guardian
- Vought F4U Corsair
- North American P-51 Mustang
- Grumman TBF Avenger
- McDonnell F2H Banshee
- Douglas F3D-2N Skyknight
- Chance Vought F4U-4B Corsair
- Chance Vought F4U-4C Corsair
- Chance Vought F4U-5N Corsair
- Grumman F7F Tigercat
- Grumman F9F-2 Panther
- Grumman F9F-3 Panther
- Grumman F9F-5 Panther
- Lockheed F-80 Shooting Star
- North American P-82 Twin Mustang
- Republic F-84 Thunderjet
- North American F-86 Sabre
- Lockheed F-94 Starfire
- Douglas A-26 Invader
- Boeing B-29 Superfortress
- Boeing B-50 Superfortress
- Beechcraft C-45 Expediter
- Curtiss C-46 Commando
- Douglas C-47 Skytrain
- Douglas R4D Skytrain
- Douglas C-54 Skymaster
- Douglas R5D Skymaster
- Fairchild C-119 Flying Boxcar
- Douglas C-124 Globemaster II
- Grumman/General Motors TBM-3R
- Grumman/General Motors TBM-3E
- Grumman/General Motors TBM-3U
- Piper L-4
- Stinson L-5 Sentinel
- Aeronca L-16
- North American/Ryan L-17 Navion
- Cessna L-19 Bird Dog
- De Havilland Canada DHC-20 Beaver
- McDonnell F2H-2P Banshee
- Chance Vought F4U-4P Corsair
- Grumman F9F-2P Panther
- Boeing B-17 Flying Fortress
- Douglas A-26 Invader
- Boeing B-29 Superfortress
- Convair B-36 Peacemaker
- North American B-45 Tornado
- Boeing B-50 Superfortress
- North American T-6 Texan
- North American RF-51 Mustang
- Lockheed F-80 Shooting Star
- North American F-86A Sabre
- North American T-6C/F Texan
- North American T-6G Texan
- Douglas WB-26 Invader
- Boeing WB-29 Superfortress
- Consolidated PBY Catalina
- Martin PBM Mariner
- Lockheed P-2 Neptune
- Consolidated PB4Y-2 Privateer
- Boeing SB-17 Flying Fortress
- Boeing SB-29 Superfortress
- Grumman HU-16 Albatross
- Boeing KB-29 Superfortress
- North American F-51D Mustang
- Piper L-4 Grasshopper
- Stinson L-5 Sentinel
- North American/Ryan L-17 Navion
- Fairey Firefly Mk.5
- Hawker Sea Fury FB Mk.11
- Supermarine Seafire Mk.47
- North American Mustang IV
- Gloster Meteor F. Mk.8
- North American F-86F Sabre
- Auster AOP.6
- Cessna Bird Dog
- Short Sunderland
- Supermarine Sea Otter
- Douglas Dakota
- Douglas C-54GM North Star Mk 1

### Helikoptery
- Sikorsky H-5
- Bell H-13
- Sikorsky H-19 Chickasaw
- Hiller OH-23 Raven

## Uzbrojenie Korei Północnej, Chin i ZSRR

### Broń indywidualna

#### Pistolety i rewolwery
- Pistolet TT
- Rewolwer Nagant wz. 1895
- Pistolet Mauser C96
- Pistolet Typ 14 Nambu

#### Karabiny piechoty
- Karabin Hanyang 88
- Karabin Arisaka Typ 99
- Karabin Arisaka Typ 38
- Karabin Arisaka Typ 97
- Karabin Typ 44
- Karabin Mosin-Nagant M1891/30
- Karabin Mosin-Nagant M1944
- Karabin SKS
- Karabin SWT
- Karabin Czang Kaj-szek
- Karabin M1917 Enfield
- Karabin Springfield M1903
- Karabinek vz. 24
- Karabinek Mauser Kar98k
- Karabin M1 Garand (broń zdobycza)
- Karabin przeciwpancerny PTRD
- Karabin przeciwpancerny PTRS

#### Strzelby
- Strzelba IZH-43

#### Pistolety maszynowe
- Pistolet maszynowy PPS
- Pistolet maszynowy PPSz
- Pistolet maszynowy Typ 50, kopia PPSz
- Pistolet maszynowy Typ 100
- Pistolet maszynowy Sten
- Pistolet maszynowy Thompson M1928A1
- Pistolet maszynowy Typ 36, kopia M3
- Pistolet maszynowy Suomi
- Pistolet maszynowy Typ 59

#### Karabiny maszynowe
- Karabin maszynowy Typ 96
- Karabin maszynowy Typ 97
- Karabin maszynowy Typ 99
- Karabin maszynowy Typ 92
- Karabin maszynowy DP
- Karabin maszynowy DPM
- Karabin maszynowy RP-46
- Karabin maszynowy SG-43
- Karabin maszynowy Maxim wz. 1910
- Karabin maszynowy ZB vz. 26
- Karabin maszynowy MG08

#### Granaty i granatniki
- Granat F-1
- Granat RG-42
- Granat RGD-33
- Granat RPG-43
- Stielhandgranate 24

#### Wyrzutnie rakiet, działa bezodrzutowe i miotacze ognia
- Działo bezodrzutowe Typ 36 57mm
- Wyrzutnia rakiet Typ 51 90mm

#### Moździerze
- Moździerz 82-PM-41
- 120 mm moździerz wz. 1943
- 60 mm moździerz M2

### Artyleria
- Katiusza
- 45 mm armata przeciwpancerna wz. 1942 (M-42)
- 37 mm armata przeciwlotnicza wz. 1939 (61-K)
- 76 mm armata dywizyjna wz. 1942 (ZiS-3)
- 85 mm armata przeciwlotnicza wz. 1939 (KS-12)
- 100 mm armata przeciwlotnicza KS-19
- 100 mm armata polowa wz. 1944 (BS-3)
- 122 mm armata wz. 1931/37 (A-19)
- 122 mm haubica wz. 1938 (M-30)
- 152 mm haubicoarmata wz. 1937 (MŁ-20)

### Czołgi
- Czołg średni T-34
- Czołg średni T-34/85
- Średni czołg M4A3 Sherman Emcha
- Czołg lekki M5A1 Stuart
- Czołg ciężki IS-2

### Pojazdy kołowe
- BA-64
- SU-76
- GAZ-67
- BTR-40

### Lotnictwo
- Jak-9
- Ła-9
- Ła-11
- MiG-9
- MiG-15
- MiG-15bis
- Ił-10
- Po-2
- Jak-18
- Tu-2
- An-2
- Li-2
- C-47 Skytrain
- Ił-12